# Едуард (Салм-Хорстмар)
Едуард Макс Фолрат Фридрих фон Салм-Хорстмар (на немски: Eduard Max Vollrath Friedrich zu Salm-Horstmar; * 22 август 1841, дворец Фарлар, Розендал; † 23 декември 1923, Потсдам) е принц на Салм-Хорстмар.

## Произход
Той е най-малкият син на граф и вилдграф-Рейнграф, 1. княз Вилхелм Фридрих Карл Август фон Салм-Хорстмар (1799 – 1865) и съпругата му графиня Елизабет Анна Каролина фон Золмс-Рьоделхайм-Асенхайм (1806 – 1885), дъщеря на граф Фолрат Фридрих Карл Лудвиг фон Золмс-Рьоделхайм-Асенхайм (1762 – 1818) и графиня Филипина Шарлота София фон Золмс-Лаубах (1771 – 1807). Брат е на принц Карл (1830 – 1909) и на наследника Фридрих Ото I (1833 – 1892), 2. княз на Салм-Хорстмар и Рейнграф.
На 22 ноември 1816 г. баща му получава титлата 1. княз на Салм-Хорстмар.

## Фамилия
Едуард фон Салм-Хорстмар се жени на 6 юни 1873 г. в дворец Аренсбург при Хамбург за графиня София Мария Йозефина Каролина фон Шимелман-Линденбург (* 14 май 1850, Аренсбург; † 3 април 1928, Потсдам), дъщеря на граф Ернст Конрад Детлев Карл Йозеф фон Шимелман (1820 – 1895) и фрайин Аделаида фон Люцероде (1823 – 1890). Те имат две дъщери:
- Луиза Елизабет Августа Аделаида Ернестина (* 31 август 1874, Аренсбург; † 30 юни 1948, Потсдам), неомъжена
- Маргарета Доротея Антоанета Елизабет Аделаида Фанни Каролина (* 4 август 1881; † 30 юни 1920), неомъжена